# 赤嵌里
赤嵌里，又寫作赤崁里，是臺灣臺南市中西區的一個里，名稱得自境內的古蹟赤嵌樓:89。該里也是二次大戰後設立中區後，最初的29個里之一:95。
2018年1月29日，合併三民里與天后里，赤嵌里變成東邊以中山路為界與城隍里相鄰，西邊以西門路二段為界與五條港里相鄰，南邊以民族路二段、民生路一段、民權路二段為界與永華、南美里相鄰，北邊以成功路為界與北區北華里、公園里相鄰。

## 沿革
赤嵌里一帶在清代位於臺灣府城內的中心區域，分屬於鎮北坊、東安坊、寧南坊、西定坊，包括范進士街、三元巷街、縣口尾街、縣口頭街、代書館街、紅毛樓、米街、紅厝埕、磁仔街、觀音亭街、三四境街、曾振明街、石厝巷、番薯崎、陳子芳街、做針街、鞋街、打銀街、抽籤巷、內宮後街、內關帝街、內媽祖街、內王宮港、武館街、十三鋪、關帝廟口、麻糬巷、天公埕、上帝廟巷、打鐵街、草花街、紅布袋、竹仔行、七娘境、枋橋頭、右營埔等地點:91、93。
日治後期則屬於臺南市明治町（二丁目、三丁目）、白金町（二丁目、三丁目、四丁目、五丁目）、臺町（一丁目、二丁目、四丁目）、花園町（一丁目、二丁目）、大正町（一丁目、二丁目、三丁目）、西門町（一丁目、二丁目、三丁目）、本町（一丁目、二丁目）、錦町（一丁目）:91、93。
二次大戰後於民國34年（1945年）10月1日設立赤嵌里，民國66年（1977年）併入永安里，次年（1978）改稱「赤嵌里」:95。民國91年（2002年），合併廣慈里、觀音里。民國107年（2018年）1月29日，合併三民里與天后里。